# Alberto Dura
Alberto Dura (nacido el 14 de agosto de 1888 en Montevideo, Uruguay) fue un pintor uruguayo.

## Reseña biográfica
Realizó sus estudios de dibujo en el Círculo de Bellas Artes con los profesores Carlos María Herrera y Vicente Puig, siendo en pintura autodidacta. Construyó su casa en el barrio Aires Puros, en la ladera de la colina donde aún hoy se asienta la sociedad "La Criolla", y a cuyo pie corría el arroyo Montevideo Chiquito próximo a su confluencia con el entonces pintoresco Arroyo Miguelete. Desde su mirador pintó numerosas vistas del paisaje.
Dura practicó un arte en el que también el tema de la luz es elemento protagónico, alternando vistas de fuerte cromatismo con paisajes en los que la niebla de los arroyos velan las formas y hacen tenues los colores, en un enfoque que, por permanecer fiel al encanto poético de la realidad, no por ello pierde calidades plásticas. También pintó paisajes urbanos. Falleció en 1971.

## Distinciones
- En la exposición Iberoamericana de Sevilla (España) de 1930 obtuvo diploma de honor y medalla de plata.
- Sus más importantes reconocimientos oficiales tienen lugar entre 1937 y 1940, más de quince años después que iniciara su actividad de paisajista.
- Fue también galardonado con el primer premio, medalla de oro en cuatro oportunidades.[3]